# Marijke Abels
Marijke Abels (Deventer, 30 de julio de 1948) es una escultora y fotógrafa neerlandesa. Vive y trabaja en Heerde.

## Datos biográficos
Abels hace esculturas de bronce y de papel y fotografías. Su tema es la compleja relación entre los seres humanos y los animales. Además de su formación en escultura en la Academia Libre de Bellas Artes de Nunspeet, asistió a varios cursos de escultura, arte textil y fotografía de retrato. Algunas de sus obras se encuentran instaladas en distintas ciudades de su país natal, como la titulada Carrusel en las calles de Heerde.
En 2005, el municipio de Heerde propuso el proyecto de instalar una copia de la llamada Venus de Heerde en una nueva zona residencial de Heerde; la venus es una pieza romana, encontrada en la ciudad en 1985 y que se conserva en el Museo Het Valkhof en Nimega. Marijke Abels estuvo incluida en el proyecto, pero finalmente no se llevó a término por temor al robo de la pieza y a la falta de fondos pecuniarios.·
En 2009 prsentó su obra Carrousel. Se exhibe en la rotonda de la salida A50-Sur de Heerde. Los cuatro caballos simbolizan los cuatro pueblos que componen el municipio de Heerde (Heerde, Wapenveld, Veessen y Vorchten). Los caballos han recibido los nombres de los estudiantes de la escuela secundaria y los residentes de la residencia de ancianos. 

## Obras (selección)
| Título   | Año  | Localización | Material | Imagen |
| -------- | ---- | ------------ | -------- | ------ |
| Carrusel | 2009 | Heerde       | bronce   |        |